# Podul San Moisè

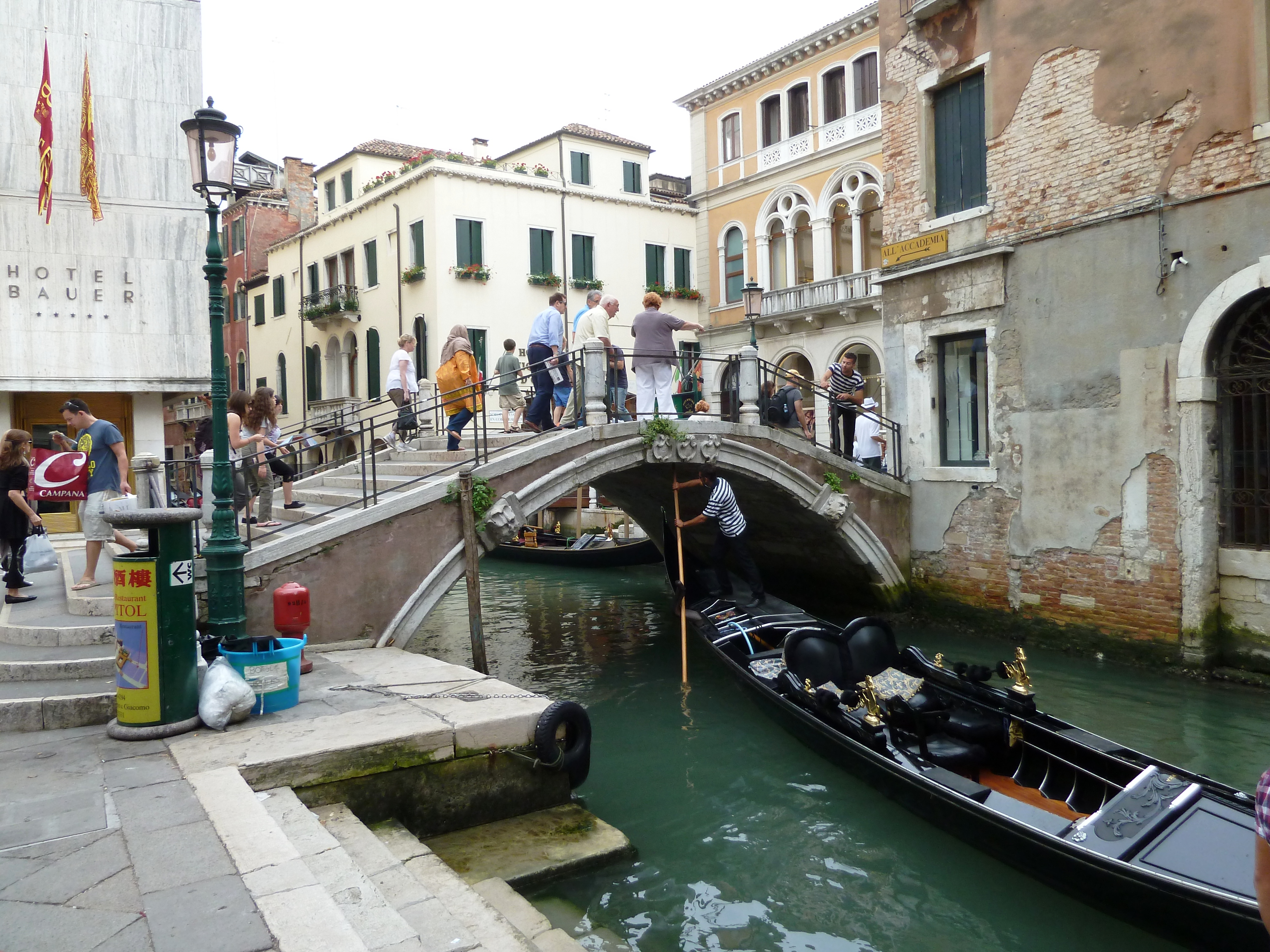
Podul San Moisè

Podul San Moisè din Veneția este un pod din sestiere San Marco. El traversează Rio de San Moisè și conectează Calle Larga XXII Marzo cu Campo San Moisè. Numele său provine de la biserica San Moisè aflată în apropiere. Străzile adiacente podului Salizada San Moisè și Calle Larga XXII Marzo sunt considerate cele mai elegante străzi comerciale din Veneția. Multe case de modă bine-cunoscute au reprezentanțe acolo.